# HipHopLogía
HipHopLogía fue una organización de hip hop chileno que nació en el año 2000 en las poblaciones de Santiago. Inicialmente concebido como un colectivo, sus integrantes buscaban forjar una "corriente de hip-hop político" que fuera más allá del discurso y se organizara para luchar por la transformación social.
El pilar fundamental de HipHopLogía eran los talleres de hip-hop. El colectivo reunía a diferentes hiphoperos (principalmente MCs) que practicaban una filosofía de “Entret-Educación”, basada en una forma horizontal de enseñar y aprender, discutir y solucionar los problemas con sus propias capacidades. De ese modo, los talleres de hip-hop eran considerados también una novedosa forma de educación popular. Ninguno de los pertenecientes del colectivo se dedicaba 100% a la música, sino que también participaban en otras organizaciones populares y luchas sociales, intentando generar cambios positivos para a juventud popular.
El lema principal de H2L (como se conocía en la calle a HipHopLogía) era "Del Mensaje a la Acción". Sus colores eran el rojinegro de las causas revolucionarias, y su símbolo era la hormiga: trabajadora, comuntaria, organizada.
La característica principal de esta agrupación fue su acción política: el rap y el grafiti consciente como sujetos activos del movimiento popular, participando en actividades de autogestión, espacios de intercambio de experiencias, movilizaciones, manifestaciones, acción directa, etc. Se apoyaban actividades de pobladores, estudiantes, trabajadores, del pueblo mapuche, etc. En el rap, sus temáticas iban desde las carencias y necesidades de pobladores y pobladoras, hasta las propuestas para generar solucionarlas desde ellos mismos.
En este colectivo participaron una gran cantidad de agrupaciones y/o solistas que posteriormente llegan a consolidar su trabajo musical y/o político. La iniciativa se expandió por diversas poblaciones de Santiago y hasta regiones, formando lazos con Concepción, Chillán, Talca y otras ciudades. H2L dejó de funcionar como colectivo en 2003, pero había ayudado a instalar una forma de "pensar y hacer política" desde el mundo del hip-hop, en el que hoy continúa habiendo un sector importante que denuncia las injusticias sociales y se organiza para combatirlas.